# Angströmquelle Karlsruhe
ANKA (abreviação do nome em alemão:  Angströmquelle Karlsruhe) é uma instalação de fonte de luz síncrotron no Instituto de Tecnologia de Karlsruhe (KIT, abreviação do nome em inglês:  Karlsruhe Institute of Technology), na Alemanha.  O ANKA faz parte de uma infraestrutura nacional e europeia que oferece serviços de pesquisa a usuários científicos e comerciais para fins de pesquisa e desenvolvimento. A instalação foi aberta a usuários externos em 2003. 

## História
Em 1997 foi tomada a decisão para realização do projeto de construção do ANKA nas antigas instalações do Centro de Pesquisa Karlsruhe. A estrutura externa foi finalizada em 1998, enquanto os primeiros elétrons foram introduzidos no anel de armazenamento em 1999. Após alguns anos de trabalhos na maquinaria do acelerador, o ANKA foi aberto à comunidade científica e parceiros da indústria em março de 2003. Inicialmente, o ANKA contava apenas com 6 linhas de luz para fins analíticos e uma para criação de microestruturas usando litografia de raios-x.

## Detalhes técnicos
O ANKA possui um anel de armazenamento com uma circunferência de 110,4 m com energia de 2,5 GeV. Os elétrons são gerados por um tríodo com energia de 90 keV e acelerados para 500 MeV. A energia de trabalho é finalmente alcançada no anel de armazenamento, onde os elétrons giram quase à velocidade da luz. O anel é mantido em ultra-alto vácuo de 10−9 mbar.

## Linhas de luz

### Métodos de imagem
IMAGE, MPI-MF, NANO, PDIFF, SCD e TOPO-TOMO 

### Espectroscopia
FLUO, INE, IR1, IR2, SUL-X, UV-CD12, WERA e XAS.

### Microfabricação
LIGA I, II e III
Oferece litografia de raios-x duros segundo o processo LIGA (em alemão:  Lithographie, Galvanoformung, Abformung) desenvolvido no KIT.  As três linhas de luz diferem quanto ao nível de energia disponível.